# باشگاه فوتبال برادرز یونیون
باشگاه فوتبال برادرز یونیون (بنگالی: ব্রাদার্স ইউনিয়ন) یک باشگاه فوتبال در شهر داکا، بنگلادش است. 
این باشگاه که در سال ۱۹۴۹ تاسیس شده سابقه یک قهرمانی در لیگ چمیونشیپ بنگلادش (دسته دوم) و ۲ قهرمانی در جام فدراسیون فوتبال بنگلادش را در کارنامه دارد.